# Stephen Dillane
Stephen John Dillane (ur. 27 marca 1957 w Londynie) – brytyjski aktor teatralny, filmowy i telewizyjny.

## Życiorys
Studiował historię i nauki polityczne na University of Exeter. Następnie przez trzy lata pracował jako reporter londyńskiego tygodnika „Croydon Advertiser”. Podjął też naukę w szkole teatralnej Bristol Old Vic Theatre School. Jako aktor telewizyjny debiutował w 1985 w jednym z epizodów serialu detektywistycznego Remington Steele. Wkrótce zaczął otrzymywać regularne angaże do produkcji telewizyjnych. Jednocześnie występował w teatrach stołecznych (m.in. w Royal National Theatre) w adaptacjach sztuk Anioły w Ameryce, Hamlet, Końcówka, Wujaszek Wania i innych. W 2000 na Broadwayu pojawił się w przedstawieniu The Real Thing. Zagrał też w licznych produkcjach kinowych, m.in. Horatia w Hamlecie u boku Mela Gibsona i Merlina w Królu Arturze, otrzymał główne role w Alei snajperów i Najwspanialszej grze w dziejach. Partnerował Robertowi Redfordowi w filmie Zawód: Szpieg, wystąpił także m.in. w Godzinach i w trylogii Goal!, a w 2012 dołączył do obsady drugiego sezonu produkowanej przez HBO Gry o tron.
W 2009 otrzymał nagrodę British Academy Television Awards dla najlepszego aktora za rolę w filmie telewizyjnym The Shooting of Thomas Hurndall. W 2000 za swój występ na Broadwayu nagradzany w szczególności Tony Award i Drama Desk Award dla najlepszego aktora. Rola Thomasa Jeffersona w miniserialu John Adams przyniosła mu w 2008 nominację do Emmy dla najlepszego aktora drugoplanowego.
Jest ojcem aktora Franka Dillane’a.

## Filmografia
- Remington Steele (1985) jako Bradford Galt
- Comeback (1987) jako Alec
- ''The Secret Garden (1987) jako kapitan Lennox
- Business as Usual (1987) jako pan Dunlop
- An Affair in Mind (1988) jako Gray Harston
- Christabel (1988) jako Peter Bielenberg
- The One Game (1988) jako Nicolas Thorne
- The Yellow Wallpaper (1989) jako John
- Hamlet (1990) jako Horatio
- Zmierzając do domu (1991) jako Leonard Meopham
- Achilles Heel (1991) jako Philip Blackstock
- Frankie's House (1992) jako Antony Strickland
- Hostages (1993) jako Chris Pearson
- You Me + It (1993) jako James Woodley
- La Chance (1994) jako Antonio
- The Rector's Wife (1994) jako Jonathan Byrne
- Widowing of Mrs. Holroyd (1995) jako pan Blackmore
- Skradzione serca (1996) jako Evan Marsh
- Aleja snajperów (1997) jako Michael Henderson
- Firelight (1997) jako Charles Godwin
- Déjà Vu (1997) jako Sean
- Kings in Grass Castles (1998) jako Patsy
- Miłość i wściekłość (1998) jako dr Croly
- The Darkest Light (1999) jako Tom
- Anna Karenina (2000) jako Karenin
- Przyzwoity przestępca (2000) jako Noel Quigley
- Zawód: Szpieg (2001) jako Charles Harker
- Cazalets (2001) jako Edward Cazalet
- Kurator (2001) jako DI Burton
- Godziny (2002) jako Leonard Woolf
- Prawdziwe oblicze Charliego (2002) jako Charlie
- Zgromadzenie (2002) jako Simon Kirkman
- Przystań (2004) jako pan Allen
- Król Artur (2004) jako Merlin
- Nine Lives (2005) jako Martin
- Gol! (2005) jako Glen Foy
- Najwspanialsza gra w dziejach (2005) jako Harry Wardon
- Klimt (2006) jako sekretarz
- Gol 2 (2007) jako Glen Foy
- Ulotne fragmenty (2007)
- Uwikłani (2007) jako Brooks Baekeland
- Gol 3 (Goal! III, 2008) jako Glen Foy
- John Adams (2008 ) jako Thomas Jefferson
- The Shooting of Thomas Hurndall (2008 ) jako Anthony Hurndall
- 44 Inch Chest (2009) jako Mal
- Ostatnia miłość na Ziemi (2011) jako Stephen Montgomery
- Gra o tron (2012) jako Stannis Baratheon
- The Crown (2016) jako Graham Sutherland
- Czas mroku (2017) jako lord Halifax
- Mary Shelley (2017) jako William Godwin
- Król wyjęty spod prawa (2018) jako Edward I
- The Professor and the Madman (2019) jako Richard Brayne